# Anisostachya betsimisaraka
Anisostachya betsimisaraka är en akantusväxtart som beskrevs av Raymond Benoist. Anisostachya betsimisaraka ingår i släktet Anisostachya och familjen akantusväxter. Inga underarter finns listade i Catalogue of Life.